# Conat
Conat er en by og kommune i departementet Pyrénées-Orientales i Sydfrankrig.

## Geografi
Conat ligger 52 km vest for Perpignan. Nærmeste byer er mod vest Nohèdes (9 km) og mod øst Ria-Sirach (5 km).

## Demografi

### Udvikling i folketal
| 1962                                                              | 1968 | 1975 | 1982 | 1990 | 1999 | 2007 | 2012 | 2017 |
| ----------------------------------------------------------------- | ---- | ---- | ---- | ---- | ---- | ---- | ---- | ---- |
| 67                                                                | 50   | 38   | 45   | 40   | 45   | 52   | 55   | 61   |
| Tal fra og med 1962 er uden dobbelttælling (sans doubles comptes) |      |      |      |      |      |      |      |      |